# Flash and the Pan
I Flash and the Pan furono un gruppo musicale australiano del genere "new wave", formatosi su un progetto di produzione nato sul finire degli anni Settanta sulle ceneri degli Easybeats.

## Storia del gruppo
Dopo lo scioglimento degli Easybeats, avvenuto nel 1969, i due principali autori, Harry Vanda e George Young, continuarono a collaborare creando un team di produzione. La coppia divenne tra i principali produttori di musica rock e pop in Australia, collaborando soprattutto con gli AC/DC, tra le cui file militano anche i fratelli minori di George Young, Angus e Malcolm Young.
Accanto alla loro attività di produttori e di autori per altri gruppi, Vanda e Young decisero nel 1976 di avviare un proprio progetto musicale, chiamato Flash and the Pan. Nei due anni successivi il gruppo pubblicò un paio di hits, in particolare Hey St. Peter (1976) e Down Among the Dead Men (1978), che ottennero successo sia in Australia sia in Europa, in particolare nel Regno Unito, e portarono alla registrazione del loro primo album, Flash and the Pan. Alcune radio americane cominciarono a trasmettere copie di importazione, il che portò alla firma di un contratto con la Epic Records per la distribuzione negli Stati Uniti, dove l'album entrò nella top-100 di vendite nonostante non fosse supportato da alcun tour dal vivo.
Nel 1981 Grace Jones per il suo album Nightclubbing registrò una cover di Walking in the Rain, che i Flash and the Pan avevano già pubblicato in Australia nel 1976 come B-Side di Hey, St. Peter.
In seguito pubblicarono altri dischi senza riuscire più a raggiungere il successo dell'album d'esordio, anche per via dei limiti connessi alla natura part-time del progetto.

## Discografia

### Singoli
- Hey, St. Peter"/"Walking in the Rain (1976 Australia, 1978 nel resto del mondo) - Aus #5, US #76
- And the Band Played On (Down Among The Dead Men) (1978) - Aus #4, UK #54[1]
- The African Shuffle (1978) - Aus #85
- California (1979)
- Walking in the Rain (1979)
- Media Man (1980)
- Welcome to the Universe (1980)
- Love is a Gun (1982)
- Where Were You (1982)
- Waiting for a Train (1983) - UK #7,[1] Aus #98
- Waiting for a Train (French Take) (1983) - Aus #66
- Down Among The Dead Men (1983)
- Midnight Man (1985) - Aus #66
- Early Morning Wake Up Call (1985)
- Ayla (1987)
- Money Don't Lie (1988)
- Yesterday's Gone (EP) (1988)
- Waiting for a Train '89 (1989)
- Something About You (1990)
- Living On Dreams (1992)
- Burning Up The Night (1992)
- Walking in the Rain '96 (1996)
- Waiting for a Train '96 (1996)

### Album
- Flash and the Pan (1979)
- Lights in the Night (1980)
- Headlines (1982)
- Early Morning Wake Up Call (1984)
- Nights in France (1987)
- Burning up the Night (1992)

### Raccolte
- Pan-orama (1983) - UK #69[1]
- Flash Hits (1988)
- Collection (1990)
- The Flash and the Pan Hits Collection (1996)
- Ayla The Best of Flash and the Pan (2005) Repertoire Records